# Дормілон сірий
Дорміло́н сірий (Muscisaxicola cinereus) — вид горобцеподібних птахів родини тиранових (Tyrannidae). Мешкає в Андах.

## Опис
Довжина птаха становить 17 см. Голова світло-попелясто-сіра, над очима тонкі білі "Брови". Спина і хвіст чорні, нижня частина тіла біла, боки сіруваті. Крила сірувато-коричневі, кінчики махових пер чорні. Надхвістя чорне, гузка біла, лапи чорні.

## Підвиди
Виділяють два підвиди:
- M. c. cinereus Philippi & Landbeck, 1864 — південне Перу, Болівія, Аргентина, північне Чилі;
- M. c. argentina Hellmayr, 1932 — північно-західна Аргентина.

## Поширення і екологія
Сірі дормілони гніздяться в Болівії, Аргентині, Чилі і на південному сході Перу. Взимку частина популяції мігрує до центрального Перу. Сірі дормілони живуть серед скель, у високогірних чагарникових заростях, на гірських луках, поблизу річок і озер, на болотах і пасовищах. Зустрічаються на висоті від 2500 до 5000 м над рівнем моря. Гніздяться в тріщинах серед скель. В кладці білих 3 яйця, поцяткованих червонуватими плямками.